# Slaveri i England

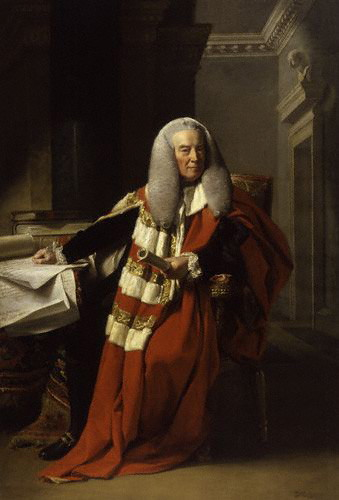
Mansfield Old

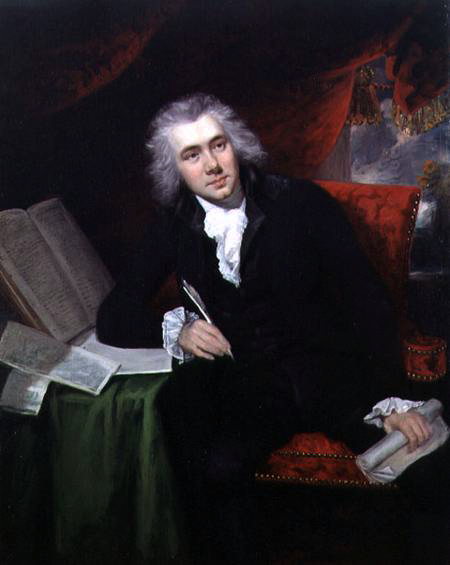
Wilberforce john rising

Slaveri förekom i det senare England på de brittiska öarna från före den romerska erövringen under antiken till medeltiden, då den minskade efter den normandiska erövringen av England 1066, och uppgick i den engelska livegenskapen under 1100-talet och försvann som separat från livegenskapen i engelsk lag.
Under 1500-talet återupptogs slavhandeln då England blev en deltagare i triangelhandeln. Slaveri som sådant utövades inte i själva England, där det fortsatt betraktades som förbjudet, utan endast i dess kolonier. Denna dubbla lag innebar att slavar som fördes från kolonierna till England automatiskt betraktades som fria så snart de steg iland. Den transatlantiska slavhandeln förbjöds 1808. Slaveriet i de brittiska kolonierna förbjöds 1833. 

## Historik

### Antiken
Slaveri förekom omvittnat på de brittiska öarna redan före den romerska erövringen 43 e.Kr., då inhemska slavhandlare exporterade inhemska slavar från öarna. Efter den romerska erövringen utökades och reglerades slavhandeln till en industri. Slavar såldes inte bara utomlands utan utövades också i Britannien, liksom i övriga romerska riket. 

### Anglosaxare
Efter romarrikets fall under 400-talet fortsattes både slaveriet och slavhandeln av anglosaxarna. Under påven Gregorius den stores regeringstid nämns blonda slavpojkar från York i Rom, och under 600-talet blev en brittisk slavflicka, Balthild, köpt av den frankiska kungen Clovis II, som frigav och gifte sig med henne. Slavarna var ofta fångar som tagits under krigsräder mot andra brittiska riken, då England vid denna tid var delat i flera kungadömen: särskilt Wales var vanligt som ursprungsland för slavar i England. 
Efter 700-talet överfölls de anglosaxiska kungadömena av vikingar, som tog innevånarna som fångar och sålde dem på slavmarknaderna i andra brittiska kungadömen. Det förekom att anglosaxiska slavhandlare samarbetade med vikingar, som sålde anglosaxiska fångar till Irland. År 870 överföll vikingarna staden Alt Clut i Strathclyde, vars befolkning såldes som slavar på slavmarknaden i Dublin. 
Ett stort centrum för slavhandeln i det medeltida England var Bristol, där fortfarande en stor slavhandel, som främst exporterade till Irland, finns omnämnd som verksam under det sena 1000-talet.

### Efter 1066
Vid den normandiska erövringen av England 1066 var slaveriet fortfarande lagligt. I befolkningsräkningen i Domesday Book från 1086, tjugo år efter erövringen, uppgavs över 10 procent av England befolkning bestå av slavar. 
1102 års kyrkliga synod i London förbjöd slavhandeln och därmed slaveriet, ett förbud som ofta har framhävts. Men detta var inte ett lagligt förbud eftersom kyrkan inte hade någon rätt att skriva lagar, utan bara ett religiöst fördömande av en handling snarare än en lag.  Däremot införde Wilhelm Erövraren ett förbud mot att sälja slavar utomlands. Under 1120-talet omtalas slavhandeln i samtida engelska krönikörer som ett förflutet fenomen. 
Hur länge slaveriet förekom i själva England är okänt. Normanderna, som kom från Frankrike där slaveriet vid denna tid höll på att ersättas av livegenskapen, avskaffade inte slaveriet, men det feodala samhälle de införde var inte konstruerat för att inkludera slavar utan snarare livegna. Den normandiska adelns erövring och dess påföljande feodala omorganisation av samhället resulterade i att slaveriet gradvis började dö ut och ersättas av livegenskap utan att det formellt förbjöds. Fram till början av 1200-talet förekom rapporter om hur skottar och walesare tagit engelska fångar under sina krigståg i England som de sålde som slavar, samtidigt som det påpekades att detta var något engelsmännen själva inte länge ägnade sig åt.   
I början av 1200-talet bedöms slaveriet i stort sett ha upphört på de brittiska öarna. 